# اچ‌ام‌اس گلتیا (۱۸۱۰)
اچ‌ام‌اس گلتیا (۱۸۱۰) (به انگلیسی: HMS Galatea (1810)) یک کشتی بود که طول آن ۱۴۵ فوت (۴۴ متر) بود. این کشتی در سال ۱۸۱۰ ساخته شد.